# کیرکهام، لانکاشر
longitudeکیرکهام، لانکاشرlatitudeکیرکهام، لانکاشر
کیرکهام، لانکاشر (به انگلیسی: Kirkham, Lancashire) یک شهرک در بریتانیا است که در انگلستان واقع شده‌است.

## خصوصیات
کیرکهام ۷٬۱۲۷ نفر جمعیت دارد.

## خواهرخوانده
شهر باد بروکنوا خواهرخواندهٔ کیرکهام، لانکاشر هست.